# The Christmas Chronicles
The Christmas Chronicles is een Amerikaanse komische kerstfilm uit 2018, geregisseerd door Clay Kaytis.

## Verhaal
Op oudejaarsavond besluiten Teddy en Kate Pierce hun woonkamer te filmen om de kerstman in de val te lokken. Nadat ze hem hebben gezien, volgen ze hem en stappen op zijn slee, maar ze veroorzaken een ongeluk wanneer de kerstman zich bewust wordt van hun aanwezigheid. Omdat de laatste zijn ronde niet kan voortzetten, loopt de kerst gevaar. Kate en Teddy helpen hem dan Kerstmis te redden.

## Rolverdeling
| Acteur                    | Personage              |
| ------------------------- | ---------------------- |
| Kurt Russell              | Santa Claus            |
| Darby Camp                | Kate Pierce            |
| Judah Lewis               | Teddy Pierce           |
| Lamorne Morris            | Officier Mikey Jameson |
| Kimberly Williams-Paisley | Claire Pierce          |
| Oliver Hudson             | Doug Pierce            |
| Martin Roach              | Officier Dave Poveda   |
| Vella Lovell              | Wendy                  |
| Tony Nappo                | Barman Charlie Plummer |
| Steven van Zandt          | Wolfie                 |
| Jeff Teravainen           | Vincent                |
| Goldie Hawn               | Mevrouw Claus          |

## Release en ontvangst
The Christmas Chronicles werd uitgebracht op 22 november 2018 door Netflix. De film ontving gemengde recensies van de Amerikaanse filmpers. Op Rotten Tomatoes heeft The Christmas Chronicles een waarde van 67% en een gemiddelde score van 6,00/10, gebaseerd op 58 recensies. Op Metacritic heeft de film een gemiddelde score van 52/100, gebaseerd op 10 recensies.

## Prijzen en nominaties
| Jaar | Prijs             | Categorie | Genomineerde(n) | Uitslag     |
| ---- | ----------------- | --- | --- | ----------- |
| 2019 | Golden Reel Award | Outstanding Achievement in Sound Editing - Sound Effects, Foley, Music, Dialogue and ADR for Non-Theatrical Feature Film Broadcast Media | Outstanding Achievement in Sound Editing - Sound Effects, Foley, Music, Dialogue and ADR for Non-Theatrical Feature Film Broadcast Media | Genomineerd |
| 2019 | The CAFTCAD award | Best Costume Design in Film Contemporary                                                                                                 | Best Costume Design in Film Contemporary                                                                                                 | Genomineerd |